# 佐島 (上島諸島)

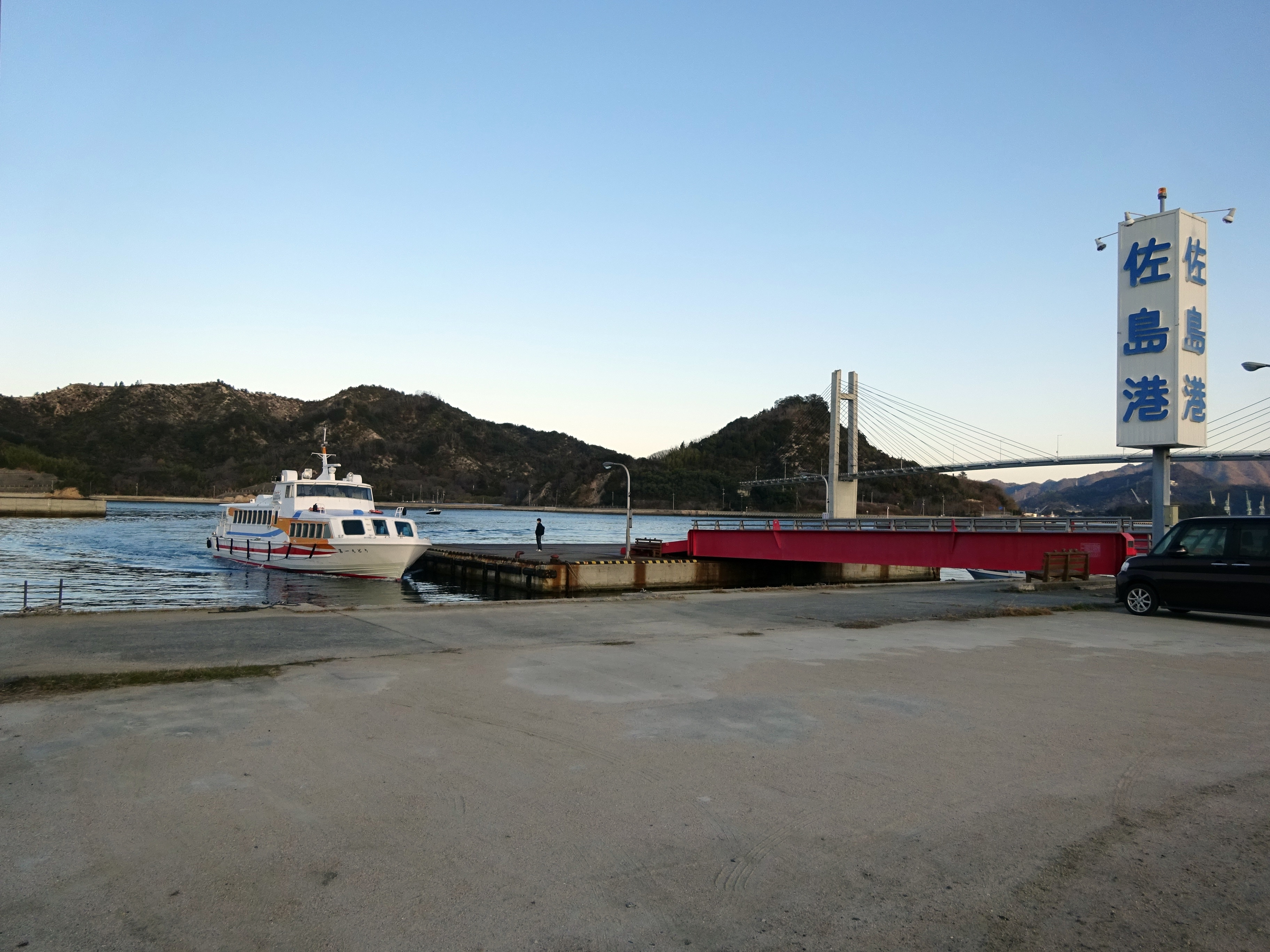
佐島港全景

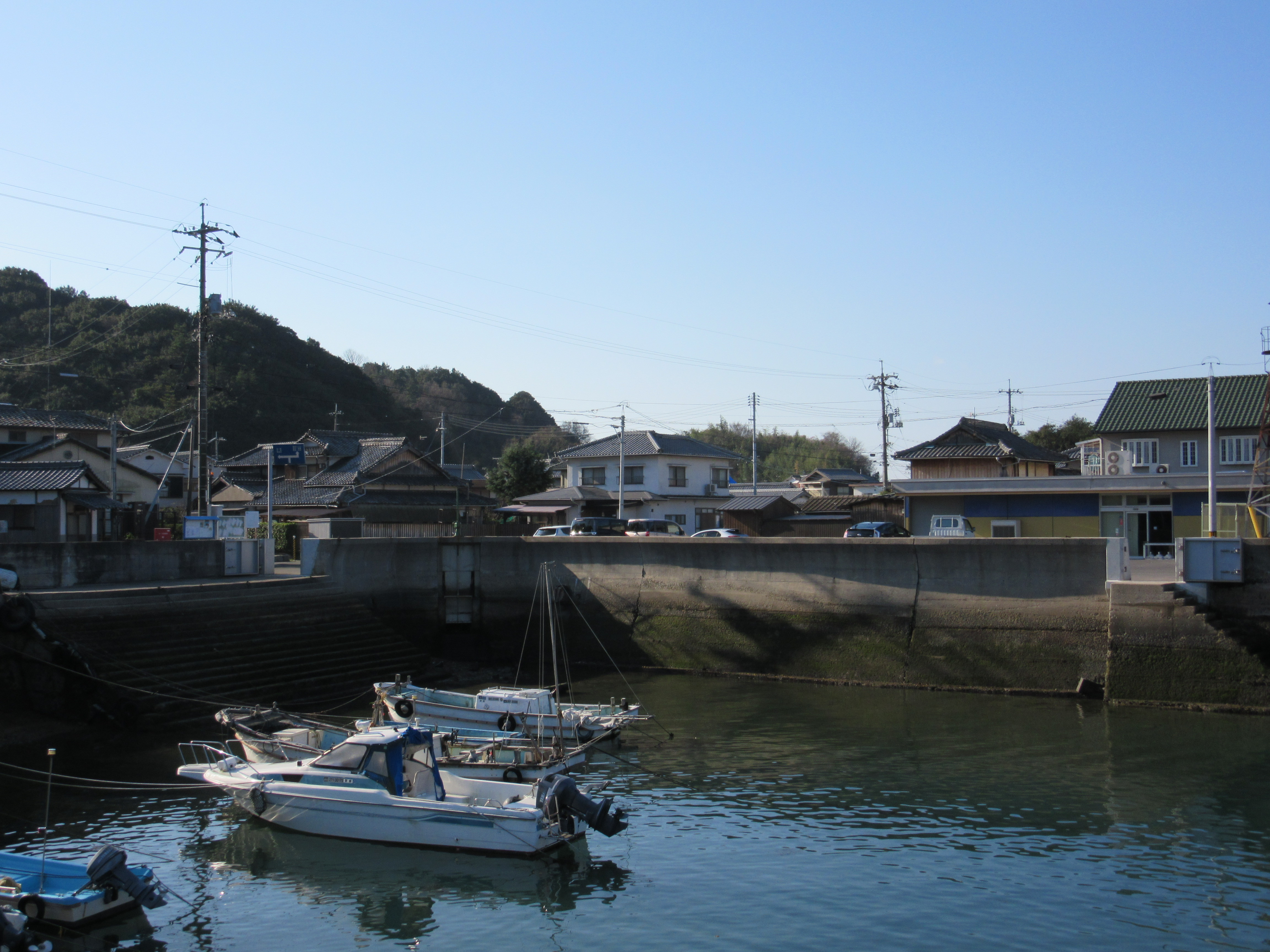
佐島中心部

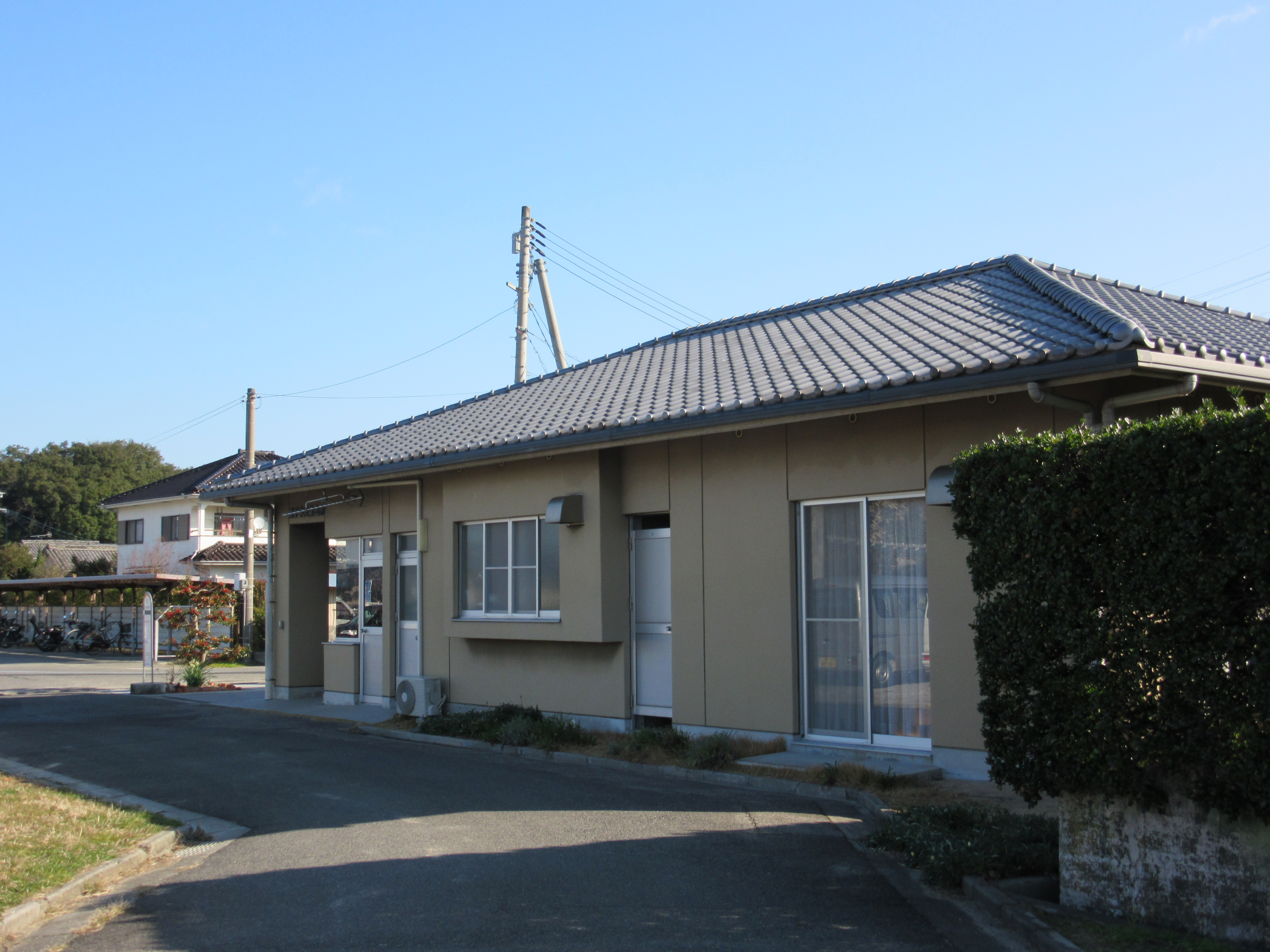
佐島港事務所

佐島（さしま）とは瀬戸内海のほぼ中央、芸予諸島の有人島の一つ。弓削瀬戸をはさみ弓削島の南西に隣接し、弓削島との間に弓削大橋が架かっている。北は生名島と隣接し、生名島との間には生名橋が架かっている。西に岩城島、赤穂根島。これらの島々と上島諸島を形成している。行政区域としては愛媛県越智郡上島町（2004年の合併により成立前は弓削町）に属する。

## 地理
南北に細長い形をしており、島内に急峻な山はなく、比較的平坦な地形をしている。一部は瀬戸内海国立公園区域に含まれる。
- 山　横峰山

島名の由来
鵜島（右島）に対して左島から来たものとされる。

## 社会
柑橘類を中心とした農業の島で、漁業は盛んではない。寡雨な瀬戸内海の小さい島であるが、水田も開かれていた。また、弓削島同様にかつては因島の造船所への通勤者も多く居た。

### 人口
- 人口667人[要出典]。
- 人口428人（2020年国勢調査）[1]

### 学校
佐島小学校があったが、2003年（平成15年）弓削小学校に統合、閉校。

## 歴史
古くから開け、島内に古墳跡や石棺跡があるほか、平安期からその名が古文書に見られる。中世には烽火台も置かれていた。江戸期には今治藩に属し、江戸時代から明治にかけて佐島村を形成、1889年（明治22年）の明治の町村制成立の際に弓削村を構成、1958年（昭和28年）町制施行し弓削町、さらに2004年10月上島町となる。
「佐島」の名は現在も大字名として残る。上島町の成立後は「弓削佐島」とも呼ばれる。

## 交通
弓削島、生名島との間にそれぞれ橋が架かっている。上島架橋の一部。
芸予観光フェリーの今治港 - 土生港の快速船が佐島港に寄港している。隣島の弓削島には因島からフェリーがある。